# Sân vận động Al Muharraq
Sân vận động Al Muharraq (tiếng Ả Rập: ملعب المحرق), còn được gọi là Sân vận động Sheikh Ali bin Mohammed Al Khalifa (tiếng Ả Rập: ملعب الشيخ علي بن محمد الخليفة), là một sân vận động đa năng nằm ở Arad, Bahrain. Sân được sử dụng chủ yếu cho các trận đấu bóng đá. Đây là sân nhà của Al-Muharraq SC. Sân vận động có sức chứa 20.000 người.
Vào tháng 9 năm 2012, sân vận động này đã được bảo trì trong một tháng.